# 綿貫竜之介
綿貫 竜之介（わたぬき りゅうのすけ、6月24日 - ）は、日本の男性声優。代々木アニメーション学院を卒業しリマックスへ所属。埼玉県出身。

## 人物
趣味はランニング、バスケットボール、読書、ダーツ。特技はベース、スケートボード、沖縄三味線。
資格は調理師免許、普通自動車免許、ビジネスコンピューティング3級。

## 出演
太字はメインキャラクター。

### テレビアニメ
2014年
- アルドノア・ゼロ（警備兵、トライデント基地司令官）
- 牙狼〈GARO〉-炎の刻印-（マルセロ）
- 残響のテロル（警備員A、SAT隊長）
- 白銀の意思 アルジェヴォルン（将校）
- selector infected WIXOSS（警官）
- ナノ・インベーダーズ（シルベ・スタロウ）
- ノブナガ・ザ・フール（通信士）
- 魔弾の王と戦姫（男）

2015年
- アルスラーン戦記（2015年 - 2016年、パルス国民、兵士、諸侯、ルシタニア将校） - 2シリーズ
- 銀魂（2015年 - 2018年、船員、志士、アルタナ解放軍兵士B） - 2シリーズ
- GATE 自衛隊 彼の地にて、斯く戦えり（檜垣統、議長）
- ご注文はうさぎですか??（ゾンビE）
- コメット・ルシファー（警官、機長、パイロット）
- 純潔のマリア（団長、住民男C、伝令騎士）
- 食戟のソーマ（2015年 - 2018年、筋肉男D、料理人、男性客D、男性、男性B） - 3シリーズ
- ダンジョンに出会いを求めるのは間違っているだろうか（2015年 - 2020年、冒険者、門番B、グラン、団員） - 2シリーズ
- 探偵歌劇 ミルキィホームズ TD（巨人）
- デュラララ!!×2 承（四木の部下）
- トリアージX（大木弘）
- VALKYRIE DRIVE -MERMAID-（役人）
- ブレイブビーツ（天宮隆正、研究員、警官オドリー）
- ヘヴィーオブジェクト（司会者、テロリスト、上官、小隊長）
- 落第騎士の英雄譚（ゴーレム）

2016年
- Re:ゼロから始める異世界生活（鬼族の民、討伐隊） - 2020年に第1期新編集版が放送
- アクティヴレイド -機動強襲室第八係-（自衛隊員A、サラリーマン、不動産業者） - 2シリーズ
- 機動戦士ガンダム 鉄血のオルフェンズ（2016年 - 2017年、ソウ・カレ、ギャラルホルン兵士、ギャラルホルン部隊長、アーブラウ議員、エレク・ファルク 他） - 2シリーズ
- 逆転裁判 〜その「真実」、異議あり!〜（2016年 - 2018年、御剣信） - 2シリーズ
- クラシカロイド（2016年 - 2018年、重役、コーチ、部下、黒服、バッハ化した人々 他） - 2シリーズ
- 斉木楠雄のΨ難（百鬼丸先輩）
- 終末のイゼッタ（フェルナーの参謀、ヴァルマー、ゲールパイロット）
- ジョジョの奇妙な冒険 ダイヤモンドは砕けない（SPW財団の男、吉良の同僚男性、体育教師、不良A）
- タイムボカン24（司令官）
- Dimension W（親衛隊員、ロボット、次元管理局員）
- 91Days（ボッティ、ガッド、若い男、男）
- ねじ巻き精霊戦記 天鏡のアルデラミン（グイハン 他）
- NORN9 ノルン+ノネット（男1）
- 舟を編む（代理店）
- ふらいんぐうぃっち（男B）
- プリンス・オブ・ストライド オルタナティブ（運転手、店主）
- モブサイコ100（2016年 - 2022年、雉子林、志村遼平、赤城、魔津尾、細川、茂木達也 他） - 3シリーズ
- レガリア The Three Sacred Stars（レポーター、州知事、機長）
- Lostorage incited WIXOSS（編集者）

2017年
- MARGINAL#4 KISSから創造るBig Bang（記者A）
- 幼女戦記（局員）
- “栄光なき天才たち”からの物語（男C）
- アリスと蔵六（沢木トオル、テレビ）
- ソード・オラトリア ダンジョンに出会いを求めるのは間違っているだろうか外伝（フォモール、おっさん）
- サクラクエスト（酒屋の店主、チーフD、チーフ助監督、Hideyoshi）
- ID-0（Iマシン兵①、通信①）
- Re:CREATORS（自衛隊員）
- ゼロから始める魔法の書（騎士団長）
- 遊☆戯☆王VRAINS（男2、オペレーター、コメンテーター、解説者、エコー、ハノイの騎士）
- 有頂天家族2（狸C）
- 戦姫絶唱シンフォギア シリーズ（2017年 - 2019年、バルベルデ大統領、隊員A） - 2シリーズ
- 魔法陣グルグル（魔王歌唱）
- ナイツ&マジック（カルリトス・エンデン・ジャロウデク、ドワーフC）
- プリンセス・プリンシパル（船長）
- 血界戦線 & BEYOND（ガルガンビーノ一家構成員）
- アイドルマスター SideM（カメラマン）
- クジラの子らは砂上に歌う（ガンヴァ、コガレ）
- キノの旅 -the Beautiful World- the Animated Series（大人B）

2018年
- BORUTO-ボルト- NARUTO NEXT GENERATIONS（葦丸）
- キリングバイツ（男、教師）
- 七つの大罪 シリーズ（2018年 - 2020年、ワイーヨ、灰色の魔神、テオ、エスタロ、ザルパ 他） - 2シリーズ
- 覇穹 封神演義（姜桓楚）
- 博多豚骨ラーメンズ（舎弟、上司、教官）
- BEATLESS（教官、議員A、男性hIE、姫山竜次、自動車メーカー取締役〈中枢B〉 他） - 2シリーズ
- 宇宙よりも遠い場所（テレビ音声）
- ハクメイとミコチ（カエルの駅員）
- ヒナまつり（タクシードライバー、局長）
- ソードアート・オンライン オルタナティブ ガンゲイル・オンライン（2018年 - 2024年、プレイヤー、サム） - 2シリーズ
- ガンダムビルドダイバーズ（ダイバー）
- ラストピリオド -終わりなき螺旋の物語-（村人B、スーツ男、父親、巨大スパイラル、マーズ）
- 重神機パンドーラ（師匠）
- イナズマイレブン アレスの天秤（2018年 - 2019年、平田泰造、室伏恐、ファルハド・ギリク、ヴィクトール・セドワ、フェルナンド・ダビーノ、コンボイ、ダニーニョ、ジャスティノ・ジョバンニ） - 2シリーズ
- 鬼灯の冷徹（骸骨）
- 東京喰種トーキョーグール:re（沢池竜太、林村直人、道端信二、捜査官） - 2シリーズ
- フルメタル・パニック! Invisible Victory（クラマの部下A）
- ゴールデンカムイ（2018年 - 2020年、警官たち、小宮、都丹庵士の手下、看守たち、刺客たち） - 3シリーズ
- ピアノの森（2018年 - 2019年、エキエルト） - 2シリーズ
- はねバド!（俳優）
- Phantom in the Twilight（隊長）
- 爆釣バーハンター（漁師）
- 火ノ丸相撲（2018年 - 2019年、生徒、力士、アナウンス、副審）
- とある魔術の禁書目録III（2018年 - 2019年、客、ニコライ＝トルストイ）
- キャプテン翼（第4作）（2018年 - 2024年、古尾谷猛、主治医、若島津 父） - 2シリーズ

2019年
- ガーリー・エアフォース（店主）
- 荒野のコトブキ飛行隊（団員）
- えんどろ〜!（騎士A、老人）
- Fairy gone フェアリーゴーン（ブランハットの老人、妖精省監察官） - 2シリーズ
- からかい上手の高木さん2（催眠術師）
- 女子高生の無駄づかい（パンデミック、ゾンビ）
- 胡蝶綺 〜若き信長〜（野伏）
- ヴィンランド・サガ（イングランド軍兵士）
- 歌舞伎町シャーロック（運転手）
- 警視庁 特務部 特殊凶悪犯対策室 第七課 -トクナナ-（容疑者A、四季彩の旦那、男A）
- 超人高校生たちは異世界でも余裕で生き抜くようです!（副団長）
- バビロン（グルメタレント）
- PSYCHO-PASS サイコパス 3（オサム、イシャク・コタール）
- 慎重勇者〜この勇者が俺TUEEEくせに慎重すぎる〜（アルクス）
- ハイスコアガールII（ゲーマー2）

2020年
- ダーウィンズゲーム（ヤクザの男）
- 映像研には手を出すな!（ロボット研究部 後藤）
- グレイプニル（須藤）
- 白猫プロジェクト ZERO CHRONICLE（商人）
- プリンセスコネクト!Re:Dive（盗賊2）
- 炎炎ノ消防隊 弐ノ章（紫煙騎士団）
- アクダマドライブ（男）

2021年
- 文豪ストレイドッグス わん!（送り主、要人）
- 無職転生 〜異世界行ったら本気だす〜（ブレイズ） - 2シリーズ
- セスタス -The Roman Fighter-（ファブリス）
- Vivy -Fluorite Eye's Song-（トァク7）
- ヴァニタスの手記（2021年 - 2022年、紳士A、警官、ルカの部下B、招待客A、ジョルジュ 他） - 2シリーズ
- アイドリッシュセブン Third BEAT!（2021年 - 2022年、男性アナウンサー、男性A） - 2シリーズ
- 平穏世代の韋駄天達（スーキス、インタビュアー、兵士）
- ミュークルドリーミー みっくす!（2021年 - 2022年、秋トマトマン）
- 湖池屋SDGs劇場 サスとテナ（シーオーツ、市民）
- 境界戦機（ナデート・イーラム）
- 月とライカと吸血姫（主任管制官）
- サクガン（ポリスA）
- マブラヴ オルタネイティヴ（ハンター3）

2022年
- 平家物語（武士1）
- 失格紋の最強賢者（傭兵A、亜魔族E）
- 乙女ゲー世界はモブに厳しい世界です（猿モンスター）
- 盾の勇者の成り上がり（見世物小屋の親父）
- ブッチギレ!（平隊士、浪人）
- 新テニスの王子様 U-17 WORLD CUP（2022年 - 2024年、A・フランケンシュタイナー） - 2シリーズ
- 連盟空軍航空魔法音楽隊ルミナスウィッチーズ（花屋、ジョーの祖父）
- オーバーロードIV（商人会議長）
- 転生賢者の異世界ライフ 〜第二の職業を得て、世界最強になりました〜（信者）
- ブルーロック（2022年 - 2023年、伊右衛門送人、役員、波風高校監督）
- 陰の実力者になりたくて!（2022年 - 2023年、教団兵、ツギーデ・マッケンジー）

2023年
- 文豪ストレイドッグス（野次馬B、要人A、軍警A、解説者、警官A 他） - 2シリーズ
- 火狩りの王（2023年 - 2024年、煙二、火十、執事、神族、馭者） - 2シリーズ
- スパイ教室
- アルスの巨獣（ジン）
- 転生王女と天才令嬢の魔法革命（商店主）
- 地獄楽（罪人B）
- BLEACH 千年血戦篇-訣別譚-（技術開発局局員）
- アンデッドガール・マーダーファルス（ヨーゼフ、警官）
- 幻日のヨハネ -SUNSHINE in the MIRROR-
- 呪術廻戦 懐玉・玉折/渋谷事変（一般人、孫）
- Paradox Live THE ANIMATION（夏準の父）
- Helck（賞金稼ぎ）
- ニンジャラ（運転手）

2024年
- 異修羅（探索士）
- 最弱テイマーはゴミ拾いの旅を始めました。（旅人A、追手A、冒険者A、マルガジュラ、ガボジュラ 他）
- 明治撃剣-1874-（Kikuma Takechi、Ginji Gotou、マックス・フォン・ブラント）
- 悪役令嬢レベル99 〜私は裏ボスですが魔王ではありません〜（貴族男性）
- ダンジョン飯（男、オークA）
- アンデッドアンラック（バーン）
- 青の祓魔師 シリーズ（2024年 - 2025年、観光客、ドラク・ドラグレスク、ニコラエ・エミネスク） - 3シリーズ
- 姫様“拷問”の時間です（医師）
- ゆびさきと恋々（留学生C）
- ガールズバンドクライ（隣人夫）
- 烏は主を選ばない（審判、北家の宮烏、郷吏）
- 終末トレインどこへいく?（住人、オタネニンジン、自警団長、団長）
- 転生したら第七王子だったので、気ままに魔術を極めます（近衛兵）
- 転生したらスライムだった件（木曜師サルン）
- 魔導具師ダリヤはうつむかない（ギルド職員〈男性C〉）
- 夜桜さんちの大作戦（山ちゃん）
- 異世界スーサイド・スクワッド（オークA）
- ラーメン赤猫（猪田）
- 神之塔 -Tower of God-（ポーケン） - 2シリーズ
- 狼と香辛料 MERCHANT MEETS THE WISE WOLF（村人）
- なぜ僕の世界を誰も覚えていないのか?（ベヒーモス）
- グレンダイザーU（大臣）
- この世界は不完全すぎる（従業員）
- 逃げ上手の若君（ハゲのオッサン）
- ダンダダン（モモの彼氏）
- トリリオンゲーム（面接官、業界人）
- 妻、小学生になる。（宇田）
- ハイガクラ（漢鍾離）
- 鴨乃橋ロンの禁断推理（警官、林）
- 2.5次元の誘惑（アナウンス、カメコB、アシスタントD）
- チ。-地球の運動について-（使用人）
- 青のミブロ（寿太郎の父）

2025年
- 没落予定の貴族だけど、暇だったから魔法を極めてみた（商会員、サイモン、男、ゴラク、キスタドール国王 他）
- 悪役令嬢転生おじさん（給仕、職員B、生徒A、男性B、悪徳商人）
- わたしの幸せな結婚
- SAKAMOTO DAYS（劇中ナレーション）
- Dr.STONE SCIENCE FUTURE（ゼノ兵）
- LAZARUS ラザロ（キャスター）
- 神統記（テオゴニア）（ラグ村兵士、加護持ちマカク）
- 日々は過ぎれど飯うまし（客）
- ウィッチウォッチ（店のおっちゃん、男、犬たち、業者、芸人2 他）
- ねこに転生したおじさん（店長）
- スライム倒して300年、知らないうちにレベルMAXになってました ～そのに～（魔族A、四天王A、魔獣）
- ガチアクタ（族民、坊主の男）
- 神椿市建設中。（滝）
- 気絶勇者と暗殺姫（店員）

### 劇場アニメ
2016年
- 映画 聲の形（ペドロ）

2017年
- 劇場版 はいからさんが通る（2017年 - 2018年、部下、馬賊） - 前後編

2018年
- 劇場版Infini-T Force/ガッチャマン さらば友よ（隊員B）
- さよならの朝に約束の花をかざろう（兵士）
- 劇場版 七つの大罪 天空の囚われ人（天翼人）

2020年
- モンスターストライク THE MOVIE ルシファー 絶望の夜明け（Bボーイズ）

2021年
- 銀魂 THE FINAL（幹部A）
- 機動戦士ガンダム 閃光のハサウェイ（ヘンドリックス・ハイヨー）
- 劇場版 七つの大罪 光に呪われし者たち
- Gのレコンギスタ III 宇宙からの遺産（クノッソスクルー）

2022年
- 雨を告げる漂流団地（工事作業員B）

2023年
- 劇場版 PSYCHO-PASS サイコパス PROVIDENCE（船員）
- SAND LAND（盗賊団員）

2024年
- 劇場版ブルーロック -EPISODE 凪-（伊右衛門送人）
- コードギアス 奪還のロゼ（憲兵）
- 劇場版 オーバーロード 聖王国編（イサンドロ・サンチェス）
- 劇場版 イナズマイレブン 新たなる英雄たちの序章（アニキ）

### OVA
- ストライク・ザ・ブラッド ヴァルキュリアの王国篇（2015年、リーダー）
- トリアージX（2015年、大木弘）※単行本12巻Blu-ray付き限定版
- ゴールデンカムイ（2018年 - 2019年、久寿田の手下たち、看守たち）※コミックス第15・17巻アニメDVD同梱版
- Re:ゼロから始める異世界生活 氷結の絆（2019年、雪荒らし）

### Webアニメ
2012年
- ヤハべえ（レフリー）

2016年
- 月曜日のたわわ（男性歯科医師）

2018年
- A.I.C.O. Incarnation（ダイバーA、部下B、国会議員B、係員）

2020年
- オルタード・カーボン: リスリーブド（Kinoshita）

2021年
- ぶらどらぶ（神原）
- 極主夫道（ヤクザ）
- 青い羽みつけた!（フクロウ）

2022年
- TIGER & BUNNY 2（チンピラ）
- ULTRAMAN（科特隊員）
- ブルーロック あでぃしょなる・たいむ!（伊右衛門送人）
- LUPIN ZERO（ヤクザC）

2023年
- マサムネ - 使命の赤き刃 -（兵士）

2024年
- SAND LAND: THE SERIES（サンドランド国王軍兵士、盗賊団員）
- T・Pぼん（先生、盗賊C、村長、アイク・クラントン、ラザロ 他） - 2シリーズ
- ライジングインパクト（プラタリッサ父）

### ゲーム
2014年
- ぷよぷよテトリス（ゼット）

2015年
- 憂世ノ志士・憂世ノ浪士（後藤象二郎） - 2作品
- 不思議のクロニクル 振リ返リマセン勝ツマデハ（ツチクレ）

2016年
- エンドライド-X fragments-（レグホーン）
- 魔法使いと黒猫のウィズ（アルガムナド）
- 一血卍傑-ONLINE-（アカヒゲ、ビワボクボク）

2018年
- 銀魂乱舞（町人〈賊〉、真選組隊士、見廻組、夜兎、攘夷浪士）
- プリンセスコネクト！Re:Dive（王宮騎士隊長、男性）
- 竜星のヴァルニール（デュランドル）
- CARAVAN STORIES（エメトロ）
- ドラゴンクエストビルダーズ2 破壊神シドーとからっぽの島
- 龍が如く ONLINE（大岩謙助）
- League of Legends（パイク）

2019年
- バイオハザード RE:2（ラジオMC、A・カークパトリック）
- ラングリッサーI&II（バルガス）
- スターリンク バトル・フォー・アトラス（コーヴァル・グリム）

2020年
- 仁王2（蒲生氏郷、平維衡）
- バイオハザード レジスタンス（タイローン・ヘンリー）
- The Last of Us Part II
- キャプテン翼 RISE OF NEW CHAMPIONS（古尾谷猛、ふらの中応援団2、大丸雄一郎）
- ぷよぷよテトリス2（ゼット）
- ぷよぷよ!!クエスト（ゼット）

2021年
- バディミッション BOND
- 白猫プロジェクト（ルドラ）
- Far Cry 6(ベンベ・アルバレス)
- LOST JUDGMENT 裁かれざる記憶

2022年
- 信長の野望・新生（徳川家康）
- ハーヴェステラ（テルシテス）
- 無期迷途（デーモン）

2023年
- BLUE PROTOCOL
- アーマード・コアVI ファイアーズオブルビコン（リング・フレディ）
- 信長の野望 出陣（陶晴賢、徳川家康、松平元康、風魔小太郎）
- NARUTO X BORUTO ナルティメットストームコネクションズ（メルツ）
- オーバーウォッチ（マウガ）
- グランブルーファンタジー ヴァーサス -ライジング-

2024年
- グランブルーファンタジー リリンク
- ファイナルファンタジーVII リバース
- 護縁（テワン）

2025年
- 龍が如く8外伝 Pirates in Hawaii

### ドラマCD
- サウンドドラマ 神様がうそをつく。（2021年、岡田コーチ） - 同人作品

### 吹き替え

#### 担当俳優
ドルフ・ラングレン
- キャッスル・フォール（リチャード・エリクソン）
- スティール・サンダー（マルコ）
- ハード・ナイト・フォーリング（マイケル）
- U・ボート オペレーション・シーウルフ（ケスラー）

#### 映画
- アイ・フィール・プリティ! 人生最高のハプニング（ライル〈カイル・グルームス〉[34]）
- アクアマン（海賊1[35]）
- 悪魔のビンゴカード
- アルテミスと妖精の身代金（尋問男）
- アベンジャーズ/インフィニティ・ウォー（ラボ警備[36]）
- アンロック/陰謀のコード（サッター〈マシュー・マーシュ〉[37]）
- IT/イット THE END “それ”が見えたら、終わり。（シャカピワー男[38]）
- ウェイバック -脱出6500km-（アンドレイ）
- 恋する輪廻 オーム・シャンティ・オーム（リシ）
- キック・オーバー（カルロス）
- キックボクサー リジェネレーション（トン・ポー〈デヴィッド・バウティスタ〉[39]）
- クレイヴン・ザ・ハンター[40]
- ジ・エクスペリメント（レスター少佐）
- ジュラシック・ワールド（警備員1）※劇場公開版
- 死霊館 悪魔のせいなら、無罪。（カール・グラッツェル〈ポール・ウィルソン〉[41]）
- 新感染半島 ファイナル・ステージ（ミンジョンの夫〈キム・テジュン〉[42]）
- デスレース3: インフェルノ（ベイビー）
- デッドロック 絶対王者ボイカ（イゴール[43]）
- トゥモロー・ウォー（グリーンウッド〈キース・パワーズ〉[44]）
- トムとジェリー（何でも屋上司[45]）
- ドラゴン・アンド・スウォード 選ばれし戦士（選ばれし戦士〈ジェイソン・デビッド・フランク〉）
- トランスフォーマー/ビースト覚醒[46]
- ネイビーシールズ: オペレーションZ（カール〈チャド・ライル〉）
- ハーレイ・クインの華麗なる覚醒 BIRDS OF PREY（マンロー[47]）
- ハンターキラー 潜航せよ（ザカリン[48]）
- バンブルビー（オートボット1[49]）
- ファンタスティック・ビーストとダンブルドアの秘密（フランク〈ウィルフ・スコルディング〉[50]）
- フライ・ミー・トゥ・ザ・ムーン[51]
- ブラックパンサー/ワカンダ・フォーエバー（SWAT男隊員2[52]）
- BLOOD（サドラー）
- フルスロットル（イエティ〈ロバート・メイレット〉）
- ベン・ハー（ピラト）
- 炎のドラゴンと秘密の少女（マティス〈キレ・ハウゲン・シトネス〉）
- マッハ!無限大（LC〈RZA〉）
- ミッション:インポッシブル/フォールアウト（ギャングリーダー[53]）
- ワイルド・スピード EURO MISSION（アイボリー）
- ワイルド・スピード/ジェットブレイク[54]

#### ドラマ
- アメリカン・ゴシック 〜偽りの一族〜
- FBI: 特別捜査班
- エレメンタリー7 ホームズ&ワトソン in NY ザ・ファイナル
- キム・マンドク 美しき伝説の商人（キム・ドンジュ）
- 原潜ヴィジル 水面下の陰謀（エリオット・グローヴァー准尉〈ショーン・エヴァンス〉）[55]
- 項羽と劉邦 King's War（鐘離眜）
- GOTHAM/ゴッサム（クリスパス・アレン〈アンドリュー・スチュワート＝ジョーンズ〉）
- コバート・アフェア シーズン5
- 恕の人 -孔子伝-
- 私立探偵マグナム（オーヴィル・“リック”・ライト〈ザカリー・ナイトン〉[56]）
- ストライクバック3:極秘ミッション
- スパルタカスIII ザ・ファイナル（サヌス、カストゥス）
- セルフリッジ 英国百貨店（ロジャー・グローブ）
- PERSON of INTEREST 犯罪予知ユニット シーズン4
- BONES シーズン8
- マーベル・シネマティック・ユニバース
  - ワンダヴィジョン
  - ファルコン&ウィンター・ソルジャー
  - ロキ（パトリス、ヒックス伍長）
  - ホークアイ（デレク・ビショップ、ゲアリー、グリルス）
  - ムーンナイト
- マペット大集合!（アル・マドリガル）
- ロー&オーダーUK

#### アニメ
- ヒルダの冒険（アールバーグ）
- ぼくはクラレンス!（チャド[57]）
- モンスターズ・ユニバーシティ（トレイ）
- LEGO® バットマン: ザ・ムービー〈ヒーロー大集合〉（ベイン）
- トランスフォーマー:ウォー・フォー・サイバトロン・トリロジー（アイアンハイド）
- 機動戦士ガンダム 復讐のレクイエム（ケイル・サヴァレタ[58]）

### ボイスオーバー
- プロジェクトランウェイ9（バート・キーター）

### ナレーション
- ジャポニカ学習帳 探検隊編
- DASH!アルディージャ
- パチンコ登竜門
- レオハウジング

### その他コンテンツ
- イベント さいたま市マンガチック音楽祭
- 北沢楽天おもしろ武勇伝!!（北沢楽天）
- 世界、西原商会の世界! Part 2 逆featuring CRAZY KEN BAND（昭和若手）

## ディスコグラフィ

### キャラクターソング
| 発売日         | 商品名                                            | 歌 | 楽曲             | 備考                               |
| -------------- | ------------------------------------------------- | --- | ---------------- | ---------------------------------- |
| 2022年12月14日 | ブルーロック キャラクターソングミニアルバム vol.1 | TEAM Z | 「The Last One」 | テレビアニメ『ブルーロック』関連曲 |
| 2022年12月14日 | ブルーロック キャラクターソングミニアルバム vol.1 | 潔世一（浦和希）、久遠渉（中澤まさとも）、雷市陣吾（松岡禎丞）、今村遊大（千葉翔也）、伊右衛門送人（綿貫竜之介） | 「Monsters」     | テレビアニメ『ブルーロック』関連曲 |

### シリーズ一覧
1. ↑  第1期（2015年）、第2期『風塵乱舞』（2016年）
2. ↑  第3期『銀魂ﾟ』（2015年 - 2016年）、第4期『銀魂.』（2018年）
3. ↑  第1期（2015年）、第2期『弐ノ皿』（2016年）、第3期後半『餐ノ皿 遠月列車篇』（2018年）
4. ↑  第1期（2015年）、第3期『III』（2020年）
5. ↑  第1期（2016年）、第2期『2nd』（2016年）
6. ↑  第1期（2016年）、第2期（2016年 - 2017年）
7. ↑  Season1（2016年）、Season2（2018年）
8. ↑  第1シリーズ（2016年 - 2017年）、第2シリーズ（2017年 - 2018年）
9. ↑  第1期（2016年）、第2期『II』（2019年）、第3期『III』（2022年）
10. ↑  第4期『AXZ』（2017年）、第5期『XV』（2019年）
11. ↑  第2期『戒めの復活』（2018年）、第3期『神々の逆鱗』（2019年 - 2020年）
12. ↑  『BEATLESS』、『BEATLESS Final Stage』
13. ↑  第1期（2018年）、第2期『II』（2024年）
14. ↑  『アレスの天秤』（2018年）、続編『オリオンの刻印』（2018年 - 2019年）
15. ↑  第3期・最終章『:re』（2018年）
16. ↑  第一期（2018年）、第二期（2018年）、第三期（2020年）
17. ↑  第1シリーズ（2018年）、第2シリーズ（2019年）
18. ↑  シーズン1（2018年 - 2019年）、シーズン2『ジュニアユース編』（2024年）
19. ↑  第1クール（2019年）、第2クール（2019年）
20. ↑  第1クール（2021年）、第2クール（2021年）
21. ↑  第1クール（2021年）、第2クール（2022年）
22. ↑  第1クール（2021年）、第2クール（2022年）
23. ↑  『新テニスの王子様 U-17 WORLD CUP』（2022年）、続編『新テニスの王子様 U-17 WORLD CUP SEMIFINAL』（2024年）
24. ↑  第4シーズン（2023年）、第5シーズン（2023年）
25. ↑  第1シーズン（2023年）、第2シーズン（2024年）
26. ↑  第3期『島根啓明結社篇』（2024年）、第4期『雪ノ果篇』（2024年）、第4期『終夜篇』（2025年）
27. ↑  第2期『王子の帰還』（2024年）、第2期『工房戦』（2024年）
28. ↑  前編『〜紅緒、花の17歳〜』（2017年）、後編『〜花の東京大ロマン〜』（2018年）
29. ↑  シーズン1（2024年）、シーズン2（2024年）

### 初出話一覧
1. 1 2 3 4 5 6 7 8 9 10 11 12 13  第1話初出
2. 1 2 3 4 5 6  第2話初出
3. 1 2 3 4  第4話初出
4. 1 2  第9話初出
5. 1 2 3 4 5 6  第10話初出
6. 1 2 3 4  第3話初出
7. 1 2 3 4 5  第5話初出
8. ↑  第13話初出
9. ↑  第17話初出
10. 1 2  第4期『終夜篇』 第2話初出
11. ↑  第3期 第5話初出
12. ↑  第4期『雪ノ果篇』 第1話初出
13. 1 2 3  第6話初出
14. 1 2 3 4 5 6  第11話初出
15. 1 2 3 4 5  第15話初出
16. 1 2 3 4 5 6  第12話初出
17. ↑  第57話初出
18. 1 2 3  第7話初出
19. 1 2  第21話初出
20. ↑  第14話初出
21. ↑  第19話初出
22. 1 2  第20話初出
23. 1 2  第8話初出
24. ↑  第16話初出
25. ↑  第33話初出

### ユニットメンバー
1. ↑  潔世一（浦和希）、蜂楽廻（海渡翼）、國神錬介（小野友樹）、千切豹馬（斉藤壮馬）、久遠渉（中澤まさとも）、雷市陣吾（松岡禎丞）、今村遊大（千葉翔也）、我牙丸吟（仲村宗悟）、成早朝日（梶田大嗣）、伊右衛門送人（綿貫竜之介）、五十嵐栗夢（市川蒼）